# Vaccines Europe
Vaccines Europe est, au sein de la Fédération européenne des associations et industries pharmaceutiques (EFPIA), un regroupement de compagnies créant et distribuant des vaccins, dont CureVac, GlaxoSmithKline, Sanofi et AstraZeneca.
Elle représente les fabricants de vaccins à l'échelle globale tout autant que les PME en Europe.

## Historique
Elle s'appelait auparavant European Vaccines Manufacturers (EVM),
Elle fut fondée sous ce premier nom en 1991.
Son importance s'est affirmée avec la pandémie de COVID-19.

## Objectifs
Ses objectifs affichés sont:
- Créer un environnement favorable qui encourage la vaccination dans l'intérêt des individus et de la communauté.
- Promouvoir la recherche et le développement de nouveaux vaccins innover contre les maladies infectieuses et autres types de maladies.
- Établir un climat politique favorable pour que l'industrie des vaccins en Europe apporte de nouveaux vaccins au monde.

En 2019, son budget de lobbying est de 270 814 €.

## Action au sein de l'Union européenne
Vaccines Europe encourage une harmonisation des régulations du secteur entre l'Union européenne d'une part, et les États-Unis et le Canada d'autre part.
Elle propose notamment une acceptation plus élevée du risque qu'elle considère inhérent à cette industrie
.
Elle a déclaré travailler avec les autorités compétentes pour convenir d'un système de compensation qui éviterait des retards interminables dus à des litiges d'un coût prohibitif aux résultats incertains
.
Elle tente notamment de faire évoluer les réglementations européennes s'opposant à l'utilisation d'OGM dans les vaccins basés sur des vecteurs d'adénovirus
. Son président, Michel Stoffel, déclare que les vaccins développés par AstraZeneca et Johnson & Johnson sont parmi ceux qui contiennent des OGM et bénéficieraient des changements possibles.